# Susanne Breuning
Susanne Breuning född 26 maj 1952 i Köpenhamn är en dansk skådespelare. 
Susanne Breuning är autodidakt. Hon debuterade i kören till musikalen Annie get your gun 1967 och var dansare i olika 
revyer och på nattklubbar. På 1970-talet knöts hon till Århus Teater och har senare arbetat som koreograf.
År 1980 deltog hon i Dansk Melodi Grand Prix med låten Mozart Jensen och år 1996 porträtterade hon skådespelaren Bodil Steen i en soloföreställning.

## Filmografi (urval)
- 2004 - Kongekabale
- 1978 - Vinterbørn
- 1975 – Justine och Juliette
- 1974 - I oxens tecken